# Днепро-Бугский морской торговый порт
Днепро-Бугский морской торговый порт — устьевой порт, расположенный на левом берегу Бугского лимана в районе Русской косы.
Днепро-Бугский морской порт возник как структурное подразделение Николаевского глинозёмного завода. Он был открыт 7 октября 1978 года. В начале мощность разгрузчиков планировалась 50 тыс. тонн в сутки, обработка судов должна осуществляться в три раза быстрее, чем в Николаевском морском порту.
После приватизации Николаевского глинозёмного завода управление государственным имуществом, не подлежащим приватизации и обеспечение безопасности судоходства осуществляло государственное предприятие «Днепро-Бугский морской торговый порт» (ГП «ДБМТП»).
23 июля 2008 года распоряжением Кабинета министров № 1013-р Днепро-Бугский морской торговый порт присоединён к Николаевскому морскому торговому порту.